# Sébastien Reichenbach
Sébastien Reichenbach (født 28. maj 1989 i Martigny) er en tidligere professionel cykelrytter fra Schweiz, der senest kørte for Tudor Pro Cycling.
I 2019 blev han schweizisk mester i linjeløb.